# 4101 Ruikou
4101 Ruikou eller 1988 CE är en asteroid i huvudbältet som upptäcktes den 8 februari 1988 av den japanska astronomen Tsutomu Seki vid Geisei-observatoriet. Den är uppkallad efter den japanske författaren Ruikou Kuroiwa.
Asteroiden har en diameter på ungefär 8 kilometer.